# Классика Сан-Себастьяна (женская)
Классика Сан-Себастьяна (исп. Clásica de San Sebastián, баск. Donostia San Sebastian Klasikoa) — шоссейная однодневная велогонка, проходившая по территории Испании с 2019 по 2021 год.

## История
Гонка была создана в 2019 году и сразу вошла Женский мировой шоссейный календарь UCI. Её дебютное издание прошло в один день с мужской гонкой победу на котором одержала австралийка Люси Кеннеди.
В следующем 2020 году гонка вошла в календарь только что созданной Женской ПроСерии UCI, но была отменена из-за пандемии COVID-19.
Первоначально в 2021 году Классика Сан-Себастьяна должна была прекратить своё существование и быть заменена на новую многодневку Itzulia Women сразу включённую календарь Женского мирового тура UCI. Однако из-за продолжавшейся пандемии COVID-19 от этой идеи отказались. В итоге в рамках Женского мирового тура UCI была проведена Классика Сан-Себастьяна. Она снова прошла в один день с мужской гонкой. Победу на ней одержала нидерландка Аннемик ван Флёйтен.
В 2022 году Классика Сан-Себастьяна наконец-то была заменена на новую многодневку Тур Страны Басков.
Маршрут гонки проходил в провинции Гипускоа автономного сообщества Страна Басков. Старт и финиш располагались в столице провинции — городе Сан-Себастьян. Протяжённость дистанции составляла в районе 130 км.

## Призёры
| Год  | Победитель         | Второй        | Третий            |          |
| ---- | ------------------ | ------------- | ----------------- | -------- |
| 2019 | Люси Кеннеди       | Яннеке Энсинг | Паулина Ройяккерс |          |
| 2020 | отменено           | отменено      | отменено          | отменено |
| 2021 | Аннемик ван Влётен | Рут Уиндер    | Татьяна Гудерцо   |          |